# 1884 у літературі

## Твори
- «Вогнем і мечем» — історичний роман польського письменника Генрика Сенкевича.
- «Бригадир Жерар» — збірка оповідань Артура Конан Дойла (перша публікація).
- «Пригоди Гекльберрі Фінна» — роман американського письменника Марка Твена.
- «Заява Дж. Габакука Джефсона» — повість Артура Конан Дойля.

## Народились
- 20 лютого — Ярослав Івашкевич, польський письменник, поет і драматург (помер у 1980).
- 16 серпня — Г'юго Гернсбек, американський винахідник і письменник-фантаст (помер у 1967).
- 27 серпня — Абашелі Олександр Віссаріонович, грузинський поет і письменник-фантаст (помер у 1954).
- 27 серпня — Ґіра Людас, литовський поет, критик, драматург, публіцист (помер у 1946).

## Померли
- 28 червня — Берг Микола Васильович, російський поет, перекладач, журналіст (народився в 1823).
- 15 грудня — Соханська Надія Степанівна, російська письменниця, прозаїк, драматург (народилася в 1823).